# La stirpe delle tenebre
La stirpe delle tenebre (闇の末裔?, Yami no matsuei, lett. "I discendenti delle tenebre") è la prima opera di Yōko Matsushita.
Composto da 11 volumi ed edito da Hakusensha dal 1996, il manga è stato sospeso nel 2002 con 11 volumi all'attivo: sembra, infatti, che Matsushita abbia smesso di disegnare per incomprensioni con l'editore giapponese. In Italia i volumi sono stati pubblicati dalla casa editrice Star Comics fra il 2003 e il 2004 per mancanza di materiale proveniente dal Giappone.
Nel 2000 lo studio di animazione J.C.Staff ha prodotto un anime in 13 episodi, trasmessi dal network giapponese WOWOW. In Italia l'anime, intitolato Eredi del buio, è stato distribuito da Yamato Video per il mercato home video ed è andato in onda su Man-Ga nel 2011, ad eccezione dell'ultimo episodio. Dall'11 ottobre 2013 al 3 gennaio 2014 è stato pubblicato per lo streaming su internet sul canale di YouTube Yamato Animation.

## Trama
Nel mondo dei morti, chiamato Meifu, esiste un'organizzazione, il Juohcho che giudica i peccati che i defunti commettono nella loro vita. Gli Shinigami, ossia Dei della morte, operano nell'Enma-cho, uno dei dieci uffici del Juohcho. Il loro compito è scortare le anime dalla Terra al Meifu. Nella storia i protagonisti, Asato Tsuzuki e il suo collega Hisoka Kurosaki, due shinigami diventati tali per cause misteriose, scoprono le vicende che hanno caratterizzato le loro vite passate e quelle del loro principale antagonista: un dottore psicopatico chiamato Muraki Kazutaka, il cui passato è legato soprattutto al giovane Hisoka, sedicenne dal carattere difficile.

## Anime

### Personaggi principali

Asato Tsuzuki nell'anime

Asato Tsuzuki
Giovane dai capelli castani e dagli occhi viola, ha un carattere molto solare ed è dotato di una gran simpatia; la sua regola ferrea è "Ogni pranzo deve terminare col dessert" e ne è davvero fissato.
Hisoka Kurosaki
Ragazzo di sedici anni, dai capelli biondi e gli occhi verdissimi; è il compagno di Tsuzuki, che con lui si comporta come un fratello maggiore; all'apparenza è schivo e disinteressato, sembra che del suo partner non gliene importi nulla, ma si dimostra essere decisamente emotivo.

#### Kazutaka Muraki
Uomo di grande fascino, dalla pelle bianca come la porcellana e i capelli d'argento; ama le bambole e fa girare la testa a tutte le ragazze che incontra, ma i suoi sentimenti sono rivolti ad un'unica e sola persona.

### Sigle
Sigla iniziale
"Eden" eseguita dai To Destination
Sigla finale
"Love Me" eseguita dai The Hong Kong Knife
L'edizione italiana dell'anime ha mantenuto le sigle originali giapponesi.

### Doppiaggio
L'edizione italiana è a cura di Yamato Video. Il doppiaggio italiano è stato effettuato presso lo studio Raflesia di Milano sotto la direzione di Aldo Stella. I dialoghi italiani dono di Silvia Bacinelli.
| Personaggi        | Voce giapponese     | Voce italiana                                  |
| ----------------- | ------------------- | ---------------------------------------------- |
| Tsuzuki Asato     | Shinichiro Miki     | Gabriele Calindri Renata Bertolas (da bambino) |
| Kurosaki Hisoka   | Mayumi Asano        | Massimo Di Benedetto                           |
| Kazutaka Muraki   | Shō Hayami          | Ivo De Palma                                   |
| Seiichiro Tatsumi | Toshiyuki Morikawa  | Marco Balzarotti                               |
| Yutaka Watari     | Toshihiko Seki      | Luca Bottale                                   |
| Gushoshin Blu     | Wasabi Mizuta       | Anna Bonel                                     |
| Gushoshin Arancio | Yumiko Nakanishi    | Patrizia Scianca                               |
| Il Conte          | Juurouta Kosugi     | Paolo Sesana                                   |
| Oriya Mibu        | Kazuhiko Inoue      | Diego Sabre                                    |
| Capufficio Konoe  | Tomomichi Nishimura | Marco Pagani                                   |
| Wakaba            | Yuri Shiratori      | Jolanda Granato                                |
| Mariko Ikaruga    | Eriko Kawasaki      | Tosawi Piovani                                 |
| Hijiri            | Minami Takayama     | Paolo Torrisi                                  |
| Kazusa            |                     | Jolanda Granato                                |
| Tsubaki           |                     | Elisabetta Spinelli                            |
| Voce narrante     | Juurouta Kosugi     | Paolo Sesana                                   |

### Episodi
| Nº                           | Titolo italiano Giapponese 「Kanji」 - Rōmaji                      | In onda          | In onda        |
| Nº                           | Titolo italiano Giapponese 「Kanji」 - Rōmaji                      | Giapponese       | Italiano       |
| Prima indagine (3 episodi)   |                                                                    |                  |                |
| 1                            | Nagasaki ① 「長崎編①」 - Nagasaki Hen ①                            | 2 ottobre 2000   | 9 marzo 2011   |
| 2                            | Nagasaki ② 「長崎編②」 - Nagasaki Hen ②                            | 9 ottobre 2000   | 16 marzo 2011  |
| 3                            | Nagasaki ③ 「長崎編③」 - Nagasaki Hen ③                            | 16 ottobre 2000  | 23 marzo 2011  |
| Seconda indagine (3 episodi) |                                                                    |                  |                |
| 4                            | Il trillo del diavolo ① 「悪魔のトリル編①」 - Akuma no Trill Hen ① | 23 ottobre 2000  | 30 marzo 2011  |
| 5                            | Il trillo del diavolo ② 「悪魔のトリル編②」 - Akuma no Trill Hen ② | 30 ottobre 2000  | 6 aprile 2011  |
| 6                            | Il trillo del diavolo ③ 「悪魔のトリル編③」 - Akuma no Trill Hen ③ | 6 novembre 2000  | 13 aprile 2011 |
| Terza indagine (3 episodi)   |                                                                    |                  |                |
| 7                            | Il re di spade ① 「スォードのＫ編①」 - Sword no K Hen ①            | 13 novembre 2000 | 20 aprile 2011 |
| 8                            | Il re di spade ② 「スォードのＫ編②」 - Sword no K Hen ②            | 20 novembre 2000 | 27 aprile 2011 |
| 9                            | Il re di spade ③ 「スォードのＫ編③」 - Sword no K Hen ③            | 27 novembre 2000 | 4 maggio 2011  |
| Quarta indagine (4 episodi)  |                                                                    |                  |                |
| 10                           | Kyoto ① 「京都編①」 - Kyouto Hen ①                                 | 4 dicembre 2000  | 11 maggio 2011 |
| 11                           | Kyoto ② 「京都編②」 - Kyouto Hen ②                                 | 11 dicembre 2000 | 18 maggio 2011 |
| 12                           | Kyoto ③ 「京都編③」 - Kyouto Hen ③                                 | 18 dicembre 2000 | 25 maggio 2011 |
| 13                           | Kyoto ④ 「京都編④」 - Kyouto Hen ④                                 | 18 dicembre 2000 | 21 giugno 2014 |